# راه کاروانی اکباتان بابل
راه کاروانی اکباتان بابل مسیری بود که در دنیای قدیم میان دو تمدن مؤثر و پیشتاز برقرار گشته بود. نواحی پارسوا و زاموآ که در دره‌های زاب‌کوچک و دیاله قرار داشته عمقاً در جبال زاگرس پیش رفته اجازه می‌دهند که چند سلسله کوهستان‌های متوازی قطع شود و معبر نسبتاً سهل‌العبوری ایجاد گردد.

## مسیر جاده
گردنه‌هایی که در اینجا وجود داشت و گذرگاهی به سوی شرق بوده از طرف مغرب راه رسیدن به سرزمین ماد را می‌گشود. بویژه درهٔ دیاله همواره راه اصلی مرابطات بابل و نواحی دور دست و داخلی ایران و کشورهای واقع در مشرق آن بود. این راه از دروازه ماد می‌گذشت  و بسوی اکباتان باستانی ممتد بوده است.

## منایع
- ای. م. دیاکونوف. تاریخ ماد. ترجمه کریم کشاورز. انتشارات: شرکت انتشارات علمی و فرهنگی. تهران ۱۳۸۰. شابک ‎۹۶۴−۴۴۵−۱۰۶−۶